# Bank für Internationalen Zahlungsausgleich

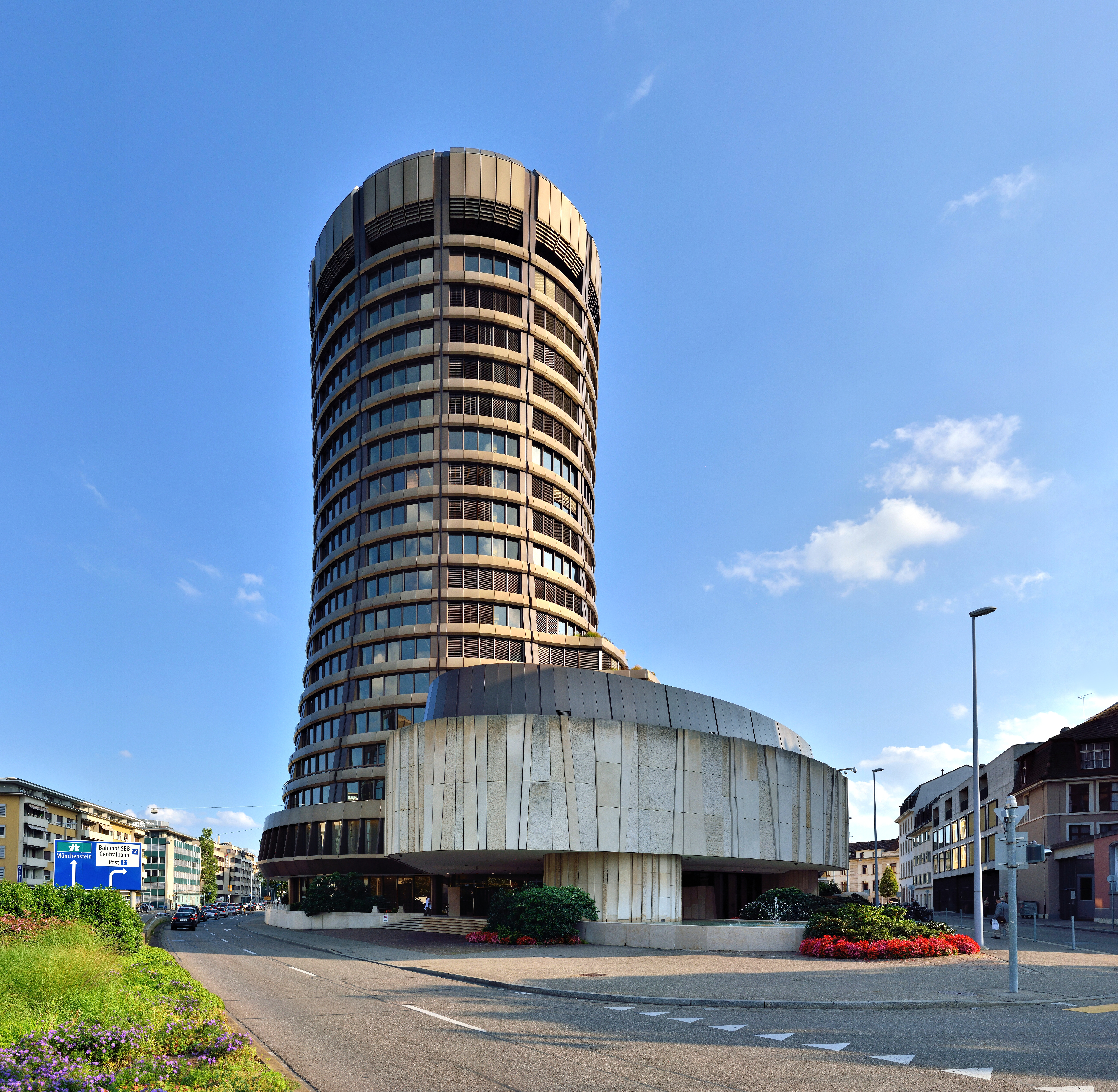
Hauptsitz der BIZ: der 19-stöckige BIZ-Turm beim Bahnhof SBB in Basel

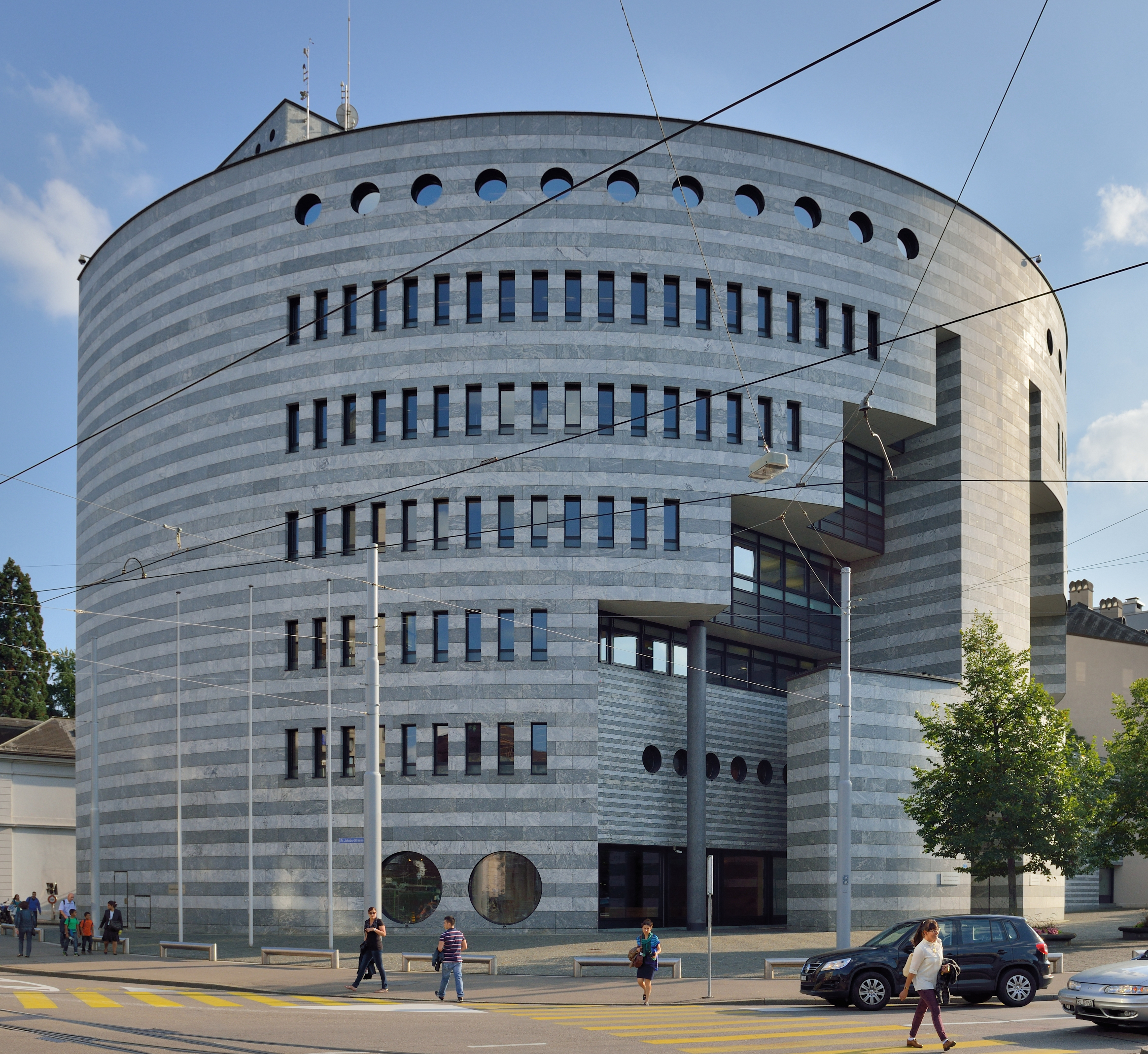
Heutiges Zweitgebäude der BIZ am Aeschenplatz in Basel; früher Sitz der UBS. Architekt: Mario Botta

Die Bank für Internationalen Zahlungsausgleich (BIZ; englisch Bank for International Settlements, französisch Banque des règlements internationaux, italienisch Banca dei Regolamenti Internazionali, spanisch Banco de Pagos Internacionales) ist eine Internationale Organisation des Finanzwesens mit Sitz in Basel (Schweiz). Eine Mitgliedschaft ist Zentralbanken oder vergleichbaren Institutionen vorbehalten.
Die BIZ hat 63 Mitglieder, darunter das US-amerikanische Federal Reserve System, die Europäische Zentralbank, die Deutsche Bundesbank, die Banque de France, die Schweizerische Nationalbank und die Zentralbanken vieler anderer Volkswirtschaften.
Die BIZ wurde am 17. Mai 1930 im Rahmen einer Neuregelung der deutschen Reparationsverpflichtungen nach dem Ersten Weltkrieg gegründet. Sie ist die weltweit älteste internationale Finanzorganisation, gilt als «Bank der Zentralbanken» und hat eine wichtige Funktion bei deren Kooperation miteinander und mit anderen Institutionen aus dem Finanzbereich. Sie verwaltet die Währungsreserven der Mitgliedsbanken und hält regelmässige Sitzungen der Zentralbankgouverneure ab, wo Fragen der Konjunktur- und Finanzmarktlage sowie der internationalen Währungs- und Finanzstabilität stehen. Bei der BIZ sind auch das Sekretariat des Financial Stability Board (FSB) und der Basler Ausschuss für Bankenaufsicht angesiedelt.
Die BIZ war an vielen währungspolitischen und finanzwirtschaftlichen Ereignissen und Entwicklungen beteiligt. Sie war z. B. während der Zeit des Bretton-Woods-Systems ein Forum, wo die Präsidenten der beteiligten Zentralbanken sich austauschten. Vor der Gründung des Europäischen Währungsinstituts 1994 war sie bei der Gestaltung der Europäischen Währungsunion beteiligt.
Hauptsitz der BIZ ist Basel (Schweiz), wobei die Grundstücke, Gebäudeteile sowie die Bediensteten der BIZ der schweizerischen Hoheitsgewalt nur eingeschränkt unterliegen. Die Schweiz trat diesem 1937 bei, die Bundesrepublik Deutschland im März 1956.
Die BIZ eröffnete 1998 eine Repräsentanz in Hongkong und 2002 eine in Mexiko-Stadt.
Mitglieder des Verwaltungsrats sind (Stand Februar 2022) u. a. EZB-Präsidentin Christine Lagarde, der Bundesbankpräsident Joachim Nagel, der Präsident der Schweizerischen Nationalbank Martin Schlegel sowie der Präsident der Fed Jerome Powell.

## Geschichte

### Gründungsphase bis 1933

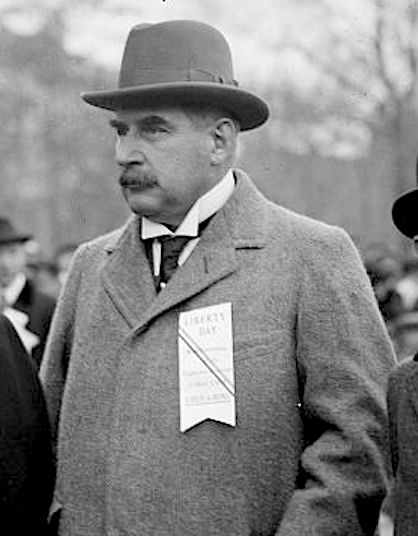
BIZ-Gründungsmitglied J. P. Morgan, Jr.

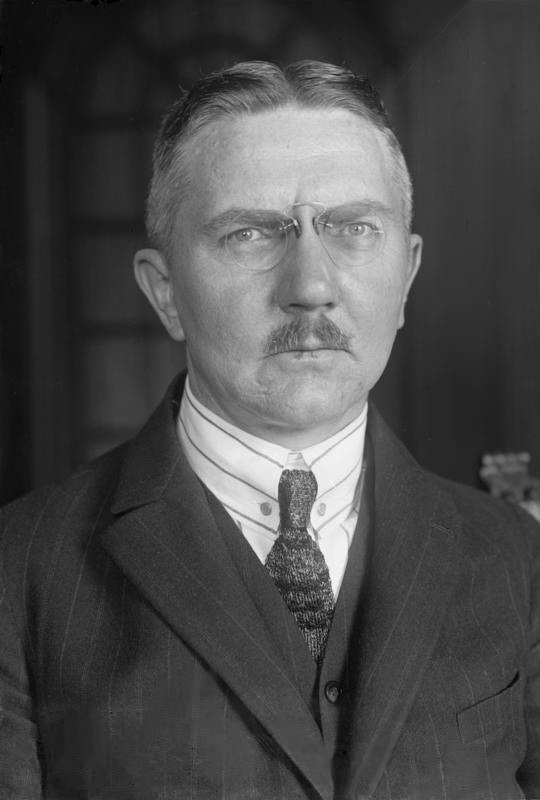
BIZ-Gründungsmitglied Hjalmar Schacht

Die Gründung wurde als Bestandteil innerhalb des Young-Planes, der die Reparationsauflagen neu regelte, 1929/30 vertraglich fixiert und wurde damals als Reparationsbank bezeichnet. Sie übernahm zunächst die Aufgaben des Reparationsagenten. Die Idee zu einer solchen Kooperationsstelle der Zentralbanken hatte der Gouverneur der Bank von England, Montagu Norman, bereits 1925 entwickelt: Seit seiner erneuten Bindung an das Gold, die in diesem Jahr stattfand, stand das überbewertete Pfund Sterling unter Druck, was die Konjunktur im Vereinigten Königreich bis 1931 dauerhaft belastete. 1927 trafen sich die Gouverneure der vier wichtigsten Zentralbanken erstmals zu einem informellen Treffen in den USA.
Das Deutsche Reich hatte seine Annuitäten an die neu zu schaffende Bank zu überweisen, die sie an Deutschlands verschiedene Reparationsgläubiger verteilte. Ausserdem sollte die Bank die Kooperation der Zentralbanken stärken, den Welthandel und den internationalen Kapitalaustausch fördern und die Wechselkurse stabilisieren. Young sagte im Juni 1929 voraus, die Bank würde die Maschinerie des weltweiten Kapitalismus schmieren und so die Ausbreitung des Bolschewismus verhindern.
Nachdem eine internationale Konferenzen in Den Haag im August 1929 den Plan der Experten grundsätzlich gebilligt hatten, trat im Oktober eine weitere Expertenkommission in Baden-Baden zusammen, um das neue Finanzinstitut konkret zu gründen. Dem Komitee gehörte unter anderem der Teilhaber des Hamburger Bankhauses M.M.Warburg & CO, Carl Melchior an, der amerikanische Bankier J. P. Morgan, Jr. und sein Teilhaber Thomas W. Lamont. Diese hatten bereits am Dawes- und am Young-Plan mitgewirkt. Chef der deutschen Delegation war der Reichsbankpräsident Hjalmar Schacht, der auch schon dem Young-Komitee angehört hatte, dessen Ergebnis aber für grundsätzlich unerfüllbar hielt. Wiederholt geriet Schacht scharf mit dem französischen Vertreter Pierre Quesnay und seinen belgischen Kollegen Franck und van Zeeland aneinander. Die Meinungsverschiedenheiten gingen um die Besetzung der Direktorenposten, den Sitz des neuen Instituts und nicht zuletzt seinen Charakter: Während die französischen, belgischen und italienischen Experten die BIZ auch als Weltbank institutionalisieren wollte, auch um die Reparationen aus der politischen Sphäre herauszuheben und so gegen alle Revisionsversuche abzusichern, strebte Schacht an, sie zu einer reinen Reparationsbank zu machen und ihr keine weiteren Aufgaben zuzubilligen. Dabei hatte er die britischen und die amerikanischen Delegierten auf seiner Seite. In ihrem Statut wurden die Kompetenzen der neuen Bank daher eng beschränkt. Ebenfalls Erfolg hatte Schacht im Streit um den Sitz der BIZ: Er lehnte Brüssel vehement ab, solange nicht Eupen-Malmedy an Deutschland zurückgegeben würden, das durch den Versailler Vertrag 1920 an Belgien gegangen war. Die belgischen Experten reisten aus Protest ab, woraufhin sich die übrigen Delegierten leicht auf Basel einigen konnten. Am 13. November 1929 unterzeichneten die verbliebenen Experten das Statut für die neue Bank für internationalen Zahlungsausgleich.
Nachdem eine zweite Haager Konferenz die Ergebnisse des Ausschusses im Januar 1930 gebilligt hatte, wurde die BIZ am 27. Februar 1930 offiziell gegründet. Sie verfügte über ein Grundkapital von 500 Millionen Schweizer Goldfranken, das zum überwiegenden Teil von den beteiligten Zentralbanken stammte. Die deutsche Reichsbank, die Bank of England, die Banque de France, die Banca d’Italia, die Belgische Nationalbank, die an der Spitze einer aus 14 japanischen Banken bestehende Gruppe der Industrial Bank of Japan sowie die amerikanische Wall-Street-Bankengruppe JPMorgan & Co., Rockefellers First National Bank of New York und die First National Bank of Chicago (heute Teil der Chase Manhattan Bank) zeichneten jeweils 16.000 Aktien. Die amerikanischen Interessen wurden de facto vom Bankhaus Morgan vertreten.
Als Sitz dienten bis zum Umzug in den neuen Turm 1977 das Grand Hotel und das Hotel Savoy Univers am Centralbahnplatz in Basel. Mit Inkrafttreten des Youngplans am 17. Mai 1930 nahm die BIZ ihre Arbeit als Reparationsbank auf.
Erster Präsident der BIZ wurde das Mitglied der Deutschen Reichsbank, ehemalige Generaldirektor von Rockefellers Chase National Bank und bis 1930 als Direktor der FED New York agierende Gates White McGarrah. Am 22. April 1930 wurde Pierre Quesnay, Direktor der Bank von Frankreich, gegen die Stimmen der deutschen Vertreter vom Verwaltungsrat zum ersten Generaldirektor der BIZ gewählt.Carl Melchior wurde von Schachts Nachfolger als Reichsbankpräsident Hans Luther zum stellvertretenden Vorsitzenden des Verwaltungsrats der BIZ berufen wurde.
Bereits 1931, mit Einstellung der deutschen Reparationen auf Grund der Weltwirtschaftskrise, entfiel die eigentliche Aufgabe der BIZ, die Sicherstellung der Reparationszahlungen an die Siegermächte des Ersten Weltkrieges zu gewähren, weitgehend.
Im Juni 1931 hatten bereits 24 nationale Zentralbanken Kapital bei der BIZ gezeichnet. In der BIZ waren neben den Zentralbanken vor allem die führenden bereits genannten Geldinstitute der Wall Street vertreten, die ein starkes Interesse an Geschäften mit Deutschland hatten.

### 1933–1945

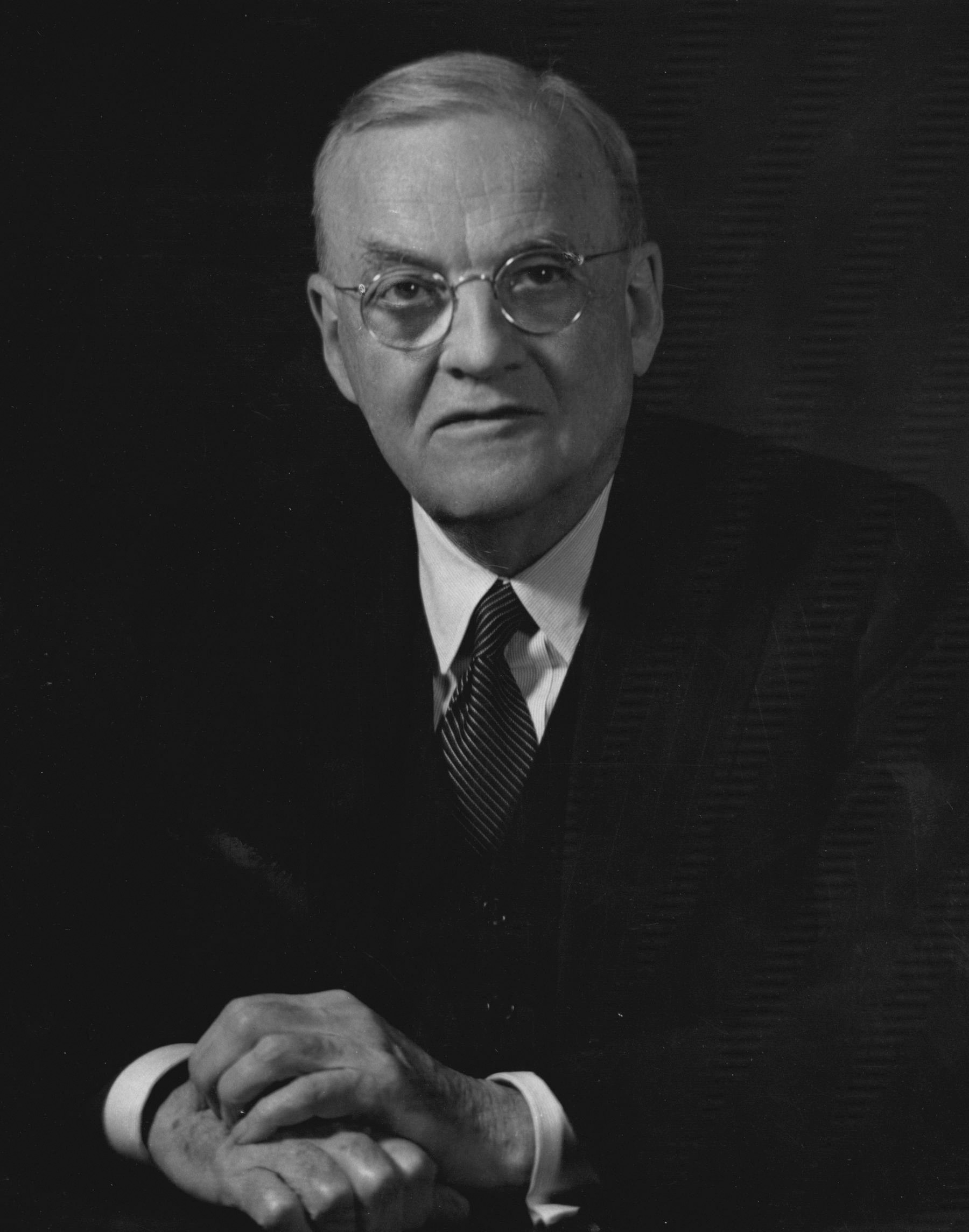
BIZ-Anwalt John Foster Dulles

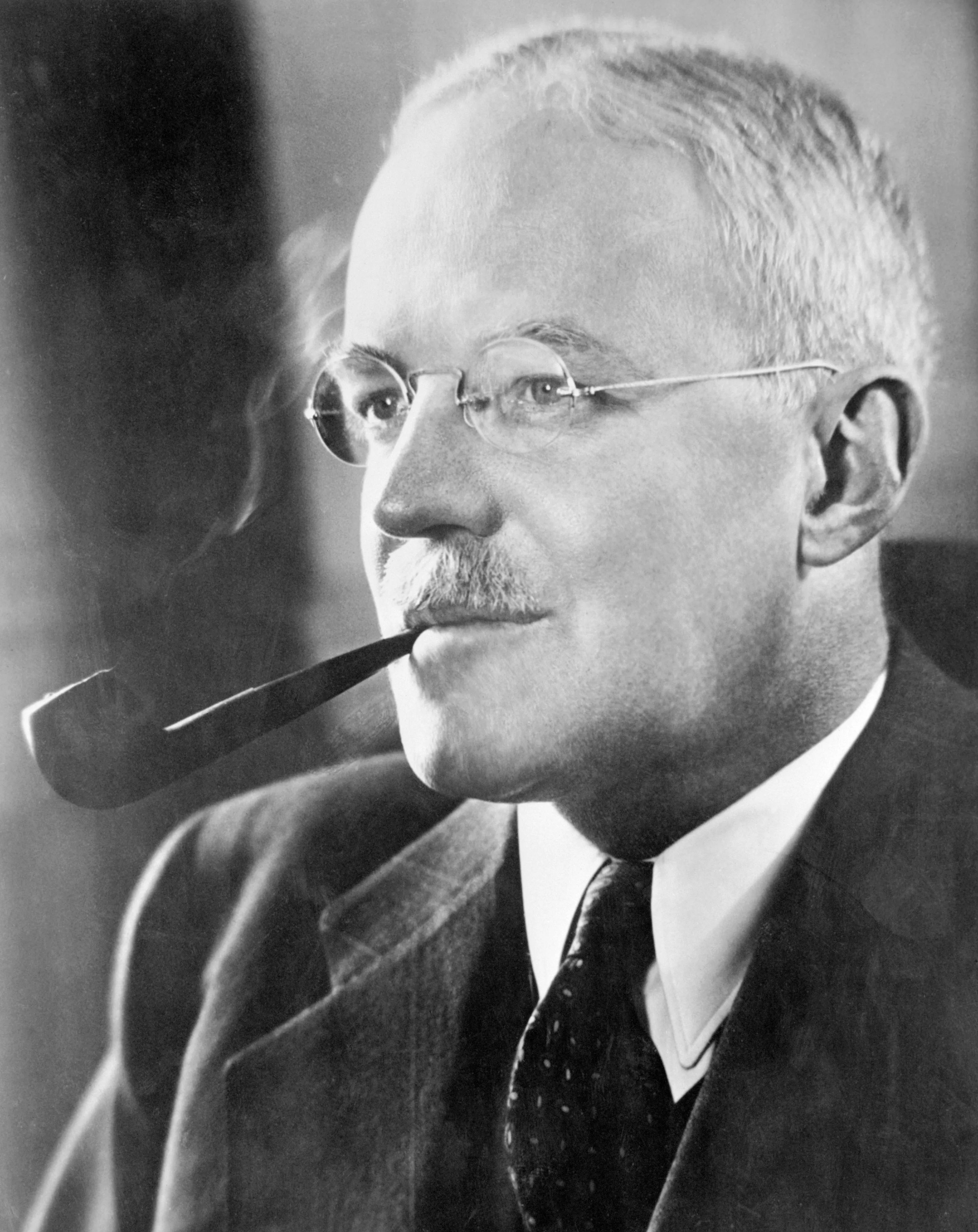
Direktor der CIA Allen W. Dulles

Auf Grund des am 17. Februar 1933 in Berlin unterzeichneten Dritten Deutschen Stillhalteabkommens ernannte die Bank für Internationalen Zahlungsausgleich zu Mitgliedern des Schiedsausschusses die Herren Marcus Wallenberg und Thomas McKittrick sowie als Stellvertreter u. a. Robert Pferdmenges, Teilhaber des Privatbankhauses Sal. Oppenheim jr. & Cie. aus Köln.
In der Zeit des Nationalsozialismus von 1933 bis 1945 galt die BIZ mitunter trotz zeitweiliger amerikanischer Direktion (ab 1939 oblag die Leitung Thomas McKittrick) mit ihrer einflussreichen «deutschen Gruppe» innerhalb der Organisation als dem Deutschen Reich nicht feindlich eingestellt. Emil Puhl, geschäftsführender Vizepräsident der Reichsbank war stellvertretendes Mitglied («Alternate») des BIZ-Verwaltungsrats geworden. Die BIZ übernahm 1938 nach dem «Anschluss» Österreichs das österreichische Gold und war 1939 nach der NS-Besetzung der sogenannten Rest-Tschechei auch bei der Überweisung eines Teils des tschechischen Goldes zugunsten der NS-Seite behilflich. Lord Montagu Norman, einer der Präsidenten der BIZ und gleichzeitig Leiter der Bank of England, verhinderte die Überweisung nicht. Ab April 1939 wurde der amerikanische Wall-Street-Anwalt Thomas McKittrick, der in erster Linie die Interessen Rockefellers wahrnahm, als Präsident in die BIZ berufen. Während der Kriegszeit 1939 bis 1945 wickelte die BIZ alle notwendigen Devisengeschäfte für das Deutsche Reich ab. Es kam deshalb später zu dem offenen Vorwurf des Handels mit Raubgold (looted gold) der vom Deutschen Reich übernommenen Zentralbanken. Zur gleichen Zeit diente die Bank als Treffpunkt führender deutscher Vertreter wie Hjalmar Schacht mit Bankiers und dem Chef des amerikanischen Geheimdienstes in der Schweiz, Allen W. Dulles, der zugleich als Direktor der Schroders Bank in New York und als Präsident der privaten aussenpolitischen US-Denkfabrik und Netzwerkes Council on Foreign Relations fungierte. Allen W. Dulles’ Bruder, der spätere US-Aussenminister John Foster Dulles, war zu dieser Zeit amerikanischer Anwalt der BIZ. Herbert Reginbogin bezeichnet die BIZ als ein «Zentrum der Appeasement-Politik» und findet es «merkwürdig» das eine «so gesetzloser und vertragsbrüchiger Staat wie das Dritte Reich» bis 1944/45 Dividenden auf Konten ausländischer Gläubiger aus Grossbritannien, Frankreich und den USA zahlte.
Fünf ihrer Direktoren wurden später wegen Kriegsverbrechen angeklagt.
Deutsche Vertreter in Leitungsgremien der BIZ zwischen 1933 und 1945
- Hjalmar Schacht; Bankier, Reichsbankpräsident (bis Februar 1938), Verwaltungsrat
- Kurt Freiherr von Schröder, Bankier und Teilhaber des Kölner Bankhauses J. H. Stein, einer der wichtigsten Geldgeber für Hitlers NSDAP
- Paul Reusch, Industriemanager und langjähriger Vorstandsvorsitzender der Gutehoffnungshütte
- Hermann Schmitz, von 1935 bis 1945 Vorstandsvorsitzender der IG Farben und Hauptverantwortlicher für Finanzierung und Errichtung des KZ Auschwitz III Monowitz
- Walther Funk, Reichswirtschaftsminister (ab Februar 1938) und Reichsbankpräsident (ab Januar 1939)
- Emil Puhl, stellvertretender Verwaltungsrat der BIZ, Vizepräsident der Reichsbank, «Hitlers wichtigster Staatsbankier und Devisenbeschaffer»ƒ während des Zweiten Weltkriegs[3][24][29]
- Wilhelm Vocke, Bankier und Finanzfachmann, von 1930 bis 1938 stellvertretender Verwaltungsrat der BIZ sowie von 1950 bis 1957 Verwaltungsrat der BIZ; von 1919 bis 1939 Mitglied im Direktorium der Deutschen Reichsbank[30]
- Ernst Hülse, Mitbegründer der BIZ, Vorsitzender der Bankabteilung und Beigeordneter Generaldirektor der BIZ, Direktor der Reichsbank[3][31]

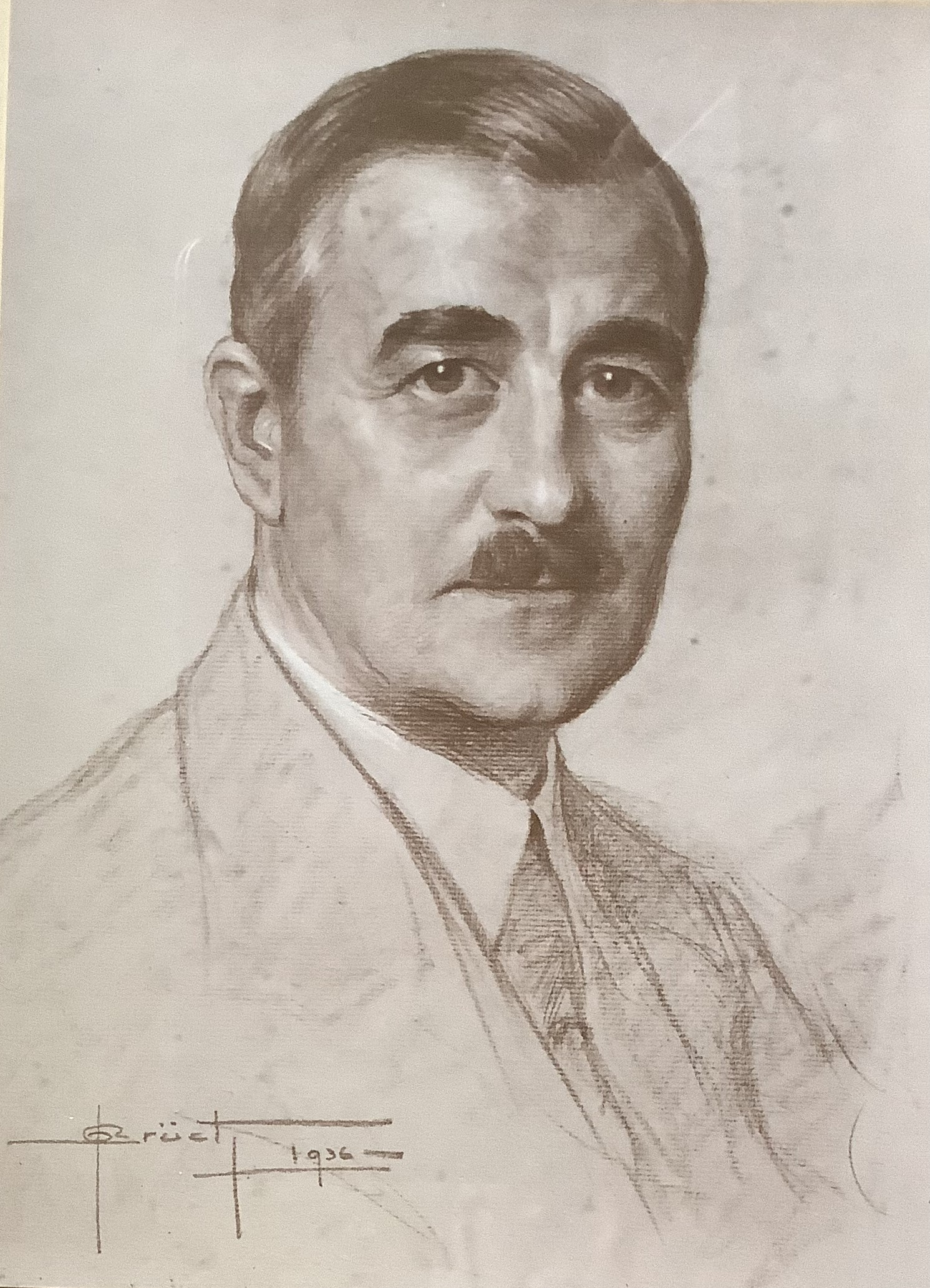
Paul Hechler, Beigeordneter Generaldirektor der Bank für Internationalen Zahlungsausgleich, Radierung 1936

- Paul Hechler, Reichsbankdirektor,[32] Beigeordneter Generaldirektor der BIZ (13. Mai 1935 – 30. Dezember 1945) als Nachfolger von Ernst Hülse[33]

Internationale Vertreter in Leitungsgremien der BIZ zwischen 1933 und 1945
- Leon Fraser, 1933–1935 Vorsitzender des Verwaltungsrats und Präsident der BIZ, Präsident von Rockefellers First National City Bank of New York (Gründungsbank der BIZ), 1941–1943 Class A-Director der Fed New York[34]
- Montagu Norman, Gouverneur der Bank of England, mit Hjalmar Schacht Mitglied der Anglo-German Fellowship
- Otto Ernst Niemeyer, von 1933 bis 1964 Mitglied des Verwaltungsrates der BIZ, von 1937 bis 1940 Vorsitzender des Verwaltungsrats der BIZ, ab April 1938 Vorsitz der Bank of England
- Thomas McKittrick, Präsident der BIZ von 1940 bis 1948, Rockefeller-Vertrauter, Mitglied des Council on Foreign Relations

### 1945–2000
Nach dem Zweiten Weltkrieg nahm die BIZ ihre Arbeit wieder auf, und ihre Statuten wurden so geändert, dass alle europäischen Zentralbanken, auch die der sozialistischen Länder (mit Ausnahme der Sowjetunion und der DDR) Mitglieder wurden. Zwischen 1962 und 1971 lag ihr Arbeitsschwerpunkt bei der Koordination der Reaktion auf Währungskrisen, in enger Zusammenarbeit mit der Zehnergruppe (G10). In der G10 waren die Notenbanken der neun wichtigsten Mitglieder des Internationalen Währungsfonds vertreten sowie die Schweiz, die damals noch nicht Mitglied des IWF war. Seit 1971, mit dem Ende des Systems fester Wechselkurse (Bretton-Woods-System), gelangten neue Themen in den Blickpunkt, so die Eurowährungsmärkte, die Zahlungsverkehrssysteme, die Bankenaufsicht und die Finanzstabilität generell.
Die Zentrale der BIZ hat 1977 in Basel nahe am Bahnhof SBB einen 70 m hohen Hochhaus-Rundturm (BIZ-Turm) bezogen, welcher vom Architekten Martin Burckhardt entworfen wurde.
Am 1. Januar 1994 begann mit der Errichtung des Europäischen Währungsinstituts die zweite Stufe der Währungsunion. Die Aufgaben dieses Instituts waren die Verstärkung der Zusammenarbeit der nationalen Zentralbanken, eine stärkere Koordinierung von deren Geldpolitik und die Durchführung der Vorarbeiten für die Errichtung des Europäischen Systems der Zentralbanken (ESZB), für die Durchführung einer einheitlichen Geldpolitik und für die Schaffung der einheitlichen Währung. Das Institut diente als Forum für Konsultationen für die Geldpolitik, während Interventionen am Devisenmarkt weiterhin Aufgabe der nationalen Zentralbanken waren. Dadurch (und später durch die Einführung des Euro als Buchgeld (1. Januar 1999)) verlor die BIZ etwas an Bedeutung.

### Seit 2000
Im Zuge der Eurokrise findet die Tätigkeit der BIZ wieder mehr öffentliche Beachtung als früher. Am 23. Juni 2012 veröffentlichte die BIZ ihren Jahresbericht 2012. Darin warnt sie vor einer fortdauernden lockeren Geldpolitik der wichtigsten Zentralbanken (im Klartext: vor allem der EZB, der Fed (USA) und der Bank of Japan). Die Krisenpolitik der EZB habe zwar einen Zusammenbruch des Finanzsystems verhindert; diese Politik erreiche aber nun Grenzen. Weitere ausserordentliche geldpolitische Impulse würden mehr und mehr zu einer Gefahr, denn das Kosten-Nutzen-Verhältnis beginne sich zu verschieben.
Nach dem russischen Überfall auf die Ukraine 2022 schloss die BIZ die russische Zentralbank von allen Treffen und Dienstleistungen aus, wie am 10. März 2022 mitgeteilt wurde.

## Organisation

### Aufbau
Die BIZ ist eine private internationale Organisation und mit dem Rechtsstatus einer spezialrechtlichen Aktiengesellschaft organisiert. Sie hat ihren Hauptsitz in Basel und je eine Repräsentanz in Hongkong und Mexiko-Stadt. Ihr genehmigtes Grundkapital betrug ursprünglich 1,5 Mrd. Goldfranken. Seit 2001 beträgt das Kapital der BIZ 6 Mrd. Sonderziehungsrechte, aufgeteilt in 600.000 Aktien zu je 5000 Sonderziehungsrechten. Diese können nach der Statutenänderung von 2001 nur von Zentralbanken gehalten werden. Ein Goldfranken entspricht etwas mehr als 0,29 g Feingold, welches die Goldparität des Schweizer Frankens bei Gründung der BIZ im Jahre 1930 war. Heutzutage werden die Jahresabschlüsse in Sonderziehungsrechten erstellt. Obwohl es sich formal um eine schweizerische Aktiengesellschaft handelt, gilt die BIZ nach dem Haager Vertrag als eine internationale Organisation und ist damit dem Völkerrecht unterworfen. Bis zur Statutenänderung von 2001 gab es auch Privataktionäre; einige dieser wehrten sich bis 2003 dagegen, zwangsweise abgefunden zu werden.
Seit dem 1. April 2003 ist die Rechnungswährung der BIZ das Sonderziehungsrecht (siehe 73. Jahresbericht).

#### Generalversammlung
Oberstes Organ der BIZ ist die einmal im Jahr stattfindende Generalversammlung. Anfang 2012 hatten 60 Zentralbanken Sitz und Stimme in der Generalversammlung. Neben den Ländern der Zehnergruppe sind dies seit 1999 auch die Europäische Zentralbank, die Zentralbanken aller westeuropäischen Länder, der meisten Transformationsländer in Osteuropa, der wichtigsten asiatischen Schwellenländer, der grössten lateinamerikanischen Volkswirtschaften, sowie der Volksrepublik Chinas, Indiens, Saudi-Arabiens sowie Südafrikas. Die Generalversammlung kann über die Dividendenausschüttung und Gewinnverwendung bestimmen, den Jahresbericht und Jahresabschluss der Bank genehmigen, die Vergütung der Verwaltungsratsmitglieder anpassen und die unabhängigen Buchprüfer der Bank bestimmen.

#### Verwaltungsrat (Board of Directors)
Die Geschäftsführung obliegt dem Verwaltungsrat. Dieser wird auf drei Jahre gewählt und während seiner Geschäftstätigkeit von den vier Komitees (Revision, Bankgeschäft und Risikomanagement, Verwaltung, Nominierung) unterstützt. Diesem gehören nach der Satzung der BIZ ex officio die Präsidenten der Zentralbanken der Gründungsmitglieder Belgien, Frankreich, Deutschland, Italien, Grossbritannien sowie der Vorsitzende des Board of Governors der amerikanischen Notenbank an, der dieses Amt allerdings erst seit 1994 wieder wahrnimmt. Bis zu elf weitere Präsidenten anderer Zentralbanken können in den Verwaltungsrat gewählt werden. Der Verwaltungsrat wählt seinen Vorsitzenden. Früher wählte er auch den Präsidenten der BIZ, wobei von 1948 bis zum 27. Juni 2005, als die Funktion des Präsidenten abgeschafft wurde, zwischen beiden Ämtern Personalunion bestand. Ferner ernennt er den Generaldirektor und die weiteren Mitglieder des Managements.
Der aktuelle Verwaltungsrat (Stand Februar 2022)
- François Villeroy de Galhau, Paris; Gouverneur der Banque de France; (Vorsitzender des Verwaltungsrats)
- Stefan Ingves, Stockholm; Gouverneur der Schwedischen Reichsbank; (Stellvertretender Vorsitzender des Verwaltungsrats)
- Andrew Bailey, London; Gouverneur der Bank of England
- Roberto Campos Neto, Brasília; Präsident der Zentralbank von Brasilien
- Shaktikanta Das, Mumbai; Gouverneur der Reserve Bank of India
- Thomas Jordan, Zürich; Präsident der Schweizerischen Nationalbank
- Klaas Knot, Amsterdam; Präsident der niederländischen Zentralbank De Nederlandsche Bank
- Haruhiko Kuroda, Tokio; Gouverneur der Bank of Japan
- Christine Lagarde, Frankfurt am Main; Präsidentin der Europäischen Zentralbank
- Juyeol Lee, Seoul; Gouverneur der Bank von Korea
- Tiff Macklem, Ottawa; Gouverneur der Bank of Canada
- Joachim Nagel, Frankfurt am Main; Präsident der Deutschen Bundesbank
- Jerome Powell, Washington, DC; Präsident der Federal Reserve
- Victoria Rodríguez Ceja, Mexiko-Stadt; Gouverneurin der Banco de México
- Ignazio Visco, Rom; Gouverneur der italienischen Zentralbank Banca d’Italia
- John C. Williams, New York; Präsident und CEO der Federal Reserve Bank of New York
- Pierre Wunsch, Brüssel; Gouverneur der Belgischen Nationalbank
- Yi Gang, Peking; Gouverneur der chinesischen Zentralbank

Am 9. Januar 2012 trat Philipp Hildebrand im Zuge der Affäre Hildebrand als Präsident des Direktoriums der Schweizerischen Nationalbank zurück und schied als Mitglied wie auch als Vorsitzender des Verwaltungskomitees aus dem Verwaltungsrat der BIZ aus. In einer Sitzung am 7. Mai 2012 wählte der Verwaltungsrat Thomas Jordan, Nachfolger Hildebrands als Präsident des Direktoriums der Schweizerischen Nationalbank, zum Mitglied des Verwaltungsrats.

#### Generaldirektor
Seit dem 1. Juli 2025 leitet der Spanier Pablo Hernández de Cos die BIZ in der Funktion des Generaldirektors, stellvertretende Generaldirektorin ist seit September 2023 die Schweizerin Andréa M. Maechler. Véronique Sani leitet das Generalsekretariat. Das Grundgehalt des Generaldirektors lag im Jahr 2018 bei 696.100 Schweizer Franken und das des stellvertretenden Generaldirektors bei 589.008 Franken.

#### Chefökonom
Seit dem 1. Mai 2014 sind Claudio Borio und Hyun Song Shin in der BIZ Chefökonomen.

#### Ausschüsse, Gremien und Institute der BIZ
- Bankabteilung
- Generalsekretariat
- Währungs- und Wirtschaftsabteilung
  - Basler Ausschuss für Bankenaufsicht (BCBS)
  - Ausschuss für das weltweite Finanzsystem (CGFS)
  - Ausschuss für Zahlungsverkehr und Marktinfrastrukturen (CPMI)
  - Märkteausschuss
  - Central Bank Governance Group
  - Irving Fisher Committee (IFC)
- Institut für Finanzstabilität (FSI)
- Financial Stability Board (FSB)
- Internationale Vereinigung der Einlagensicherung (IADI)
- Internationale Vereinigung der Versicherungsaufsichtsbehörden (IAIS)

### Aufgaben
Nach eigenen Angaben sei die Hauptaufgabe der BIZ, Zentralbanken in ihrem Streben nach Währungs- und Finanzstabilität zu unterstützen, die internationale Zusammenarbeit in diesem Bereich zu fördern und den Zentralbanken als Bank zu dienen.

#### Treuhänderfunktion im internationalen Zahlungsverkehr
Die BIZ verwaltet in ihrer Funktion als Bank der Zentralbanken Teile der Währungsreserven zahlreicher Länder und internationaler Finanzinstitutionen. Ende 2000 machten die bei der BIZ deponierten Gelder etwa 7 % der Weltwährungsreserven aus; etwa 120 Zentralbanken zählten dabei zu ihrem Kundenkreis. Die Einlagen werden als hoch liquide Anlagen gehalten und sind deshalb rasch verfügbar.

#### Koordination und Bewältigung von Problemen der Geld- und Währungspolitik

##### Zusammenarbeit von Notenbanken
Zugleich ist die BIZ satzungsgemäss ein Forum der internationalen Zusammenarbeit in Geld- und Finanzfragen. Dies geschieht im Rahmen informeller Treffen anlässlich der Generalversammlungen und der Tagungen des Verwaltungsrates.

##### Förderung der Stabilität des internationalen Finanzsystems
Allerdings wurden der BIZ im Laufe der Jahre auch eine Reihe konkreter Aufgaben übertragen. So war sie, als im Laufe der sechziger Jahre erste Spannungen im System fester Wechselkurse (Bretton Woods) auftraten, an zahlreichen Stützungsaktionen für europäische Währungen beteiligt. Für die Behandlung von Fachfragen wurden zahlreiche Ausschüsse und Arbeitsgruppen gebildet. Vor dem Hintergrund der Globalisierung der Finanzmärkte und der rapide wachsenden grenzüberschreitenden Kapitalströme erlangte die BIZ als Aufsichtsgremium über Finanzmarktinstitutionen an Bedeutung.

#### Bankenaufsicht und Arbeitspapiere
Im Bereich der Kreditinstitute ist dies der Basler Ausschuss für Bankenaufsicht, der 1974 ins Leben gerufen worden war als Reaktion auf eine Reihe von Bankenpleiten. Aus der Arbeit des Ausschusses resultierte das «Basler Konkordat» zur Bankenaufsicht. Seit 1988 gelten Mindestanforderungen an die Eigenkapitalausstattung international tätiger Banken, mit der bis dahin geltende unterschiedliche Regelungen in den einzelnen Ländern harmonisiert wurden. Gefordert wurde ein Eigenkapital, das mindestens 8 % der Aktiva ausmacht. Die Regeln sind lediglich Mindestanforderungen, die die einzelnen Länder in nationales Recht umsetzten. In Basel II sind die ab 2007 in der Europäischen Union verbindlichen Mindesteigenkapitalanforderungen festgeschrieben. Die USA werden die Regelungen ab 2008 schrittweise umsetzen. Mit Basel III wird das Regelwerk weiter ergänzt, u. a. mit Liquiditätsanforderungen.
Mit dem Bereich der Versicherungen befasst sich die Internationale Vereinigung der Versicherungsaufsichtsbehörden (International Association of Insurance Supervisors, IAIS), deren Sekretariat seit Januar 1998 ihren Sitz bei der BIZ hat. Die Vereinigung wurde 1994 gegründet und soll international anerkannte Grundsätze und Standards für eine wirksame Versicherungsaufsicht in ihren mehr als 100 Mitgliedsländern formulieren. Sie ist jedoch der BIZ nicht angeschlossen oder unterstellt.
Schliesslich betreibt die BIZ auch Forschungen auf dem Gebiet der Geldpolitik und -theorie, die sie in Arbeitspapieren und Beiträgen zu wissenschaftlichen Zeitschriften publiziert, und allgemeine Wirtschaftsanalysen, die in ihren Quartalsberichten erscheinen. Zudem sammelt sie zahlreiche Daten aus dem Bereich ihrer Mitglieder und stellt sie zu einer internationalen Bankenstatistik zusammen, die vierteljährlich veröffentlicht wird. Von Bedeutung für die Beurteilung von Länderrisiken und das frühzeitig Erkennen von Finanzkrisen sind vor allem die Daten zur internationalen Verschuldung der Länder, deren Ergebnisse in Zusammenarbeit mit OECD, Internationalem Währungsfonds und Weltbank veröffentlicht werden.

### Mitglieder
Die folgenden 63 Zentralbanken und Finanzorganisationen sind Mitglieder in der BIZ und sitzen in der jährlichen Generalversammlung:
| Banque d’Algérie                     | Banco Central de la República Argentina | Reserve Bank of Australia                     | Banque Nationale de Belgique    | Centralna banka Bosne i Hercegovine              |
| Banco Central do Brasil              | Balgarska Narodna Banka                 | Banco Central de Chile                        | Chinesische Volksbank           | Danmarks Nationalbank                            |
| Deutsche Bundesbank                  | Eesti Pank                              | Europäische Zentralbank                       | Suomen Pankki                   | Banque de France                                 |
| Bank von Griechenland                | Hong Kong Monetary Authority            | Reserve Bank of India                         | Bank Sentral Republik Indonesia | Central Bank of Ireland                          |
| Seðlabanki Íslands                   | Bank of Israel                          | Banca d’Italia                                | Bank of Japan                   | Bank of Canada                                   |
| Banco de la República                | Bank von Korea                          | Hrvatska narodna banka                        | Central Bank of Kuwait          | Latvijas Banka                                   |
| Lietuvos bankas                      | Banque centrale du Luxembourg           | Bank Negara Malaysia                          | Bank al-Maghrib                 | Banco de México                                  |
| De Nederlandsche Bank                | Reserve Bank of New Zealand             | Narodna Banka na Republika Severna Makedonija | Norges Bank                     | Oesterreichische Nationalbank                    |
| Banco Central de Reserva del Peru    | Bangko Sentral ng Pilipinas             | Narodowy Bank Polski                          | Banco de Portugal               | Banca Naţională a României                       |
| Bank Rossii                          | Saudi Central Bank                      | Sveriges Riksbank                             | Schweizerische Nationalbank     | Narodna banka Srbije                             |
| Monetary Authority of Singapore      | Národná banka Slovenska                 | Banka Slovenije                               | Banco de España                 | South African Reserve Bank                       |
| Bank von Thailand                    | Česká národní banka                     | Türkiye Cumhuriyet Merkez Bankası             | Magyar Nemzeti Bank             | Board of Governors of the Federal Reserve System |
| Central Bank of United Arab Emirates | Bank of England                         | Vietnamesische Zentralbank                    |                                 |                                                  |